# 阿不都·克里木
阿不都·克里木（Abdu Kerim，1923年5月—？），男，维吾尔族，新疆喀什人，中国画家，曾任中国美术家协会理事。